# Vicente Noguera y Aquavera
Vicente Noguera y Aquavera (València, 17 d'abril de 1857 - 3 d'agost de 1919) fou un advocat, polític i aristòcrata valencià, V Marquès de Cáceres i Gran d'Espanya, diputat a les Corts Espanyoles i alcalde de València durant la restauració borbònica.

## Biografia
Era fill de Vicente Noguera y Sotolongo, marquès de Cáceres i marquès de Casa Ramos de la Real Fidelidad. Es llicencià en dret i fou membre de la Reial Acadèmia de Belles Arts de Sant Carles de València. Membre del Partit Conservador, seguidor de Francisco Silvela, fou escollit a la Diputació de València pel districte de Torrent de l'Horta el 1884 i el 1888. Posteriorment, fou diputat pel districte de Torrent de l'Horta a les eleccions generals espanyoles de 1891, pel de Llíria a les de 1896, 1903, 1907 i 1914, i pel d'Énguera a les de 1916. També fou Gentilhome de cambra amb exercici i servitud.